# 메흐디 라흐마티
세예드 메흐디 라흐마티 Oskuei(페르시아어: سید مهدی رحمتی اسکویی, 1981년 2월 3일 ~ )는 이란의 은퇴한 축구 선수이자 현재 샤르 코드로의 감독이다.